# WaT
WaT（ワット）は、日本の男性音楽デュオ。2002年に結成し、2016年に解散。所属芸能事務所はバーニングプロダクション。所属レコード会社はユニバーサルミュージックで、所属レーベルはユニバーサルシグマ内のA&M RECORDS。公式ファンクラブは「So WaT?」。名前は「Wentz and Teppei」に由来する。

## メンバー
| 名前         | パート                                                                     | 生年月日      | 出身地           |
| ------------ | -------------------------------------------------------------------------- | ------------- | ---------------- |
| ウエンツ瑛士 | ボーカル、ギター、ベース、パーカッション、タンバリン、コーラス、作詞、作曲 | 1985年10月8日 | 東京都武蔵野市   |
| 小池徹平     | ボーカル、ギター、ブルースハープ、コーラス、作詞、作曲                     | 1986年1月5日  | 大阪府大阪狭山市 |

## サポートメンバー
| 人名     | パート                                       |
| -------- | -------------------------------------------- |
| 田中直樹 | キーボード、マニピュレーター、バンドマスター |
| 中野周一 | ドラムス                                     |
| 斉藤昌人 | ベース                                       |
| 小南数麿 | ギター                                       |
| 真藤敬利 | ピアノ、キーボード                           |

## 来歴
- 2002年
  - ウエンツと小池によりストリートミュージシャンとして結成。なお、この当時はまだユニット名もなく、両者とも遊び感覚だった。ゴールデンウィークから、ほぼ毎週日曜日に代々木公園近辺で路上ライブを始める。聴衆が無い日もあったという。夏の合宿後からは、オリジナル曲を中心に歌い、秋には全国7ヵ所の学園祭をまわる。
- 2003年
  - 12月に大ブレイク。路上ライブに1,000人以上の大観客が集まり、大混乱になって以後、路上ライブは終了。
- 2004年
  - 2月18日、シングル「卒業TIME」でインディーズCDデビュー。地方でのインストアライブや学園祭ライブなどを中心に活動。また、オフィシャルファンクラブ「So WaT?」が発足。5月には、初の本格的ライブ『WaT Entertainment Show Vol.1』を行う（以降Vol.2 Vol.3...と続く）。
  - 2月20日に、池袋サンシャイン噴水広場で行われたインディーズデビューイベントでは、平日にもかかわらず、5,000人を超すファンが集まり、動員記録を塗り替える。
- 2005年
  - 大手レコード会社11社による争奪戦の末、ユニバーサルミュージックからのメジャーデビューが決定。
  - 11月2日、1stシングル「僕のキモチ」でメジャーデビュー。オリコン初登場2位を記録。
  - 11月3日に池袋サンシャイン噴水広場で行われたメジャーデビューイベントでは、予想以上の約2万人の観客が押し寄せ、急遽会場を変更。5日の大阪は約1万5000人、6日の名古屋は約1万人、合計約4万5千人が集まるイベントとなった。
  - 12月31日、『第56回NHK紅白歌合戦』（NHK総合・ラジオ第1）に、メジャーデビューから史上最短（1ヶ月29日）で初出場。（「僕のキモチ」）
- 2006年
  - 3月1日、1stアルバム『卒業TIME〜僕らのはじまり〜』をリリース。
  - 初の全国ツアーライブ『WaT ENTERTAINMENT SHOW 2006 ACT "do" LIVE Vol.4』を行う。
  - 『2006 バレーボール世界選手権』オフィシャルサポーターに抜擢。
  - 『第43回 2005年度 ゴールデン・アロー賞』 新人賞受賞。
  - 『第20回 2005年度 日本ゴールドディスク大賞』 ニュー・アーティスト・オブ・ザ・イヤー受賞。
  - 『第39回 ベストヒット歌謡祭』（日本テレビ系）最優秀新人賞受賞。
  - 『第39回 日本有線大賞』 特別賞受賞。
  - 『第48回日本レコード大賞』（TBSテレビ・ラジオ）新人賞受賞。
  - 『第57回NHK紅白歌合戦』（NHK総合・ラジオ第1）に2年連続出場。（「5センチ。」）
- 2007年
  - 2月14日、小池徹平が、シングル「君に贈る歌」でソロデビュー。
  - 4月25日、ウエンツ瑛士が、シングル「Awaking Emotion 8/5」でソロデビュー。
  - 『第58回NHK紅白歌合戦』（NHK総合・ラジオ第1）に3年連続出場。（「WaT紅白セレクション Awaking Emotion 8/5〜君に贈る歌〜僕のキモチ」）
- 2008年
  - 5月、WaTのライブとしては2年ぶりとなる『WaT LIVE TOUR2008 “凶×小吉＝大吉TOUR”』で全国6都市10公演。最終日の日比谷野外大音楽堂では、雨の中びしょ濡れのライブとなった。「e2 byスカパー」の生中継も入り、2人が歌っている姿を映像として初披露した。
  - 『第59回NHK紅白歌合戦』（NHK総合・ラジオ第1）に4年連続出場。（「36℃」）
- 2010年
  - 2年ぶりのシングルとなる「君が僕にKissをした」を7月28日に、「24/7〜もう一度〜」を9月8日にそれぞれリリース。
- 2015年
  - 2011年以降、WaTとしての活動は行われず、ウエンツはタレント業中心、小池は俳優業中心の活動を行っていたが、2月に再始動。音楽特番で活動を再開し、CDの発売や単独公演の開催の予定を発表。
  - 11月19日、再始動後初めて『ベストヒット歌謡祭』（日本テレビ系）に出演。また、ウエンツは司会も担当。
  - 12月6日、東京・品川ステラボールで7年半ぶりの単独公演を行い、翌2016年2月11日を以って解散することを発表した[1][注 1]。

- 2016年
  - 2月10日、解散前最後のCDとなるベストアルバム『卒業BEST』をリリース。
  - 2月11日、竹芝ニューピアホールでの握手会の後、『坂崎幸之助のももいろフォーク村NEXT#17』に出演。
  - 2月12日、『ミュージックステーション』（テレビ朝日）に出演。「僕のキモチ」と「はじまりの時」を披露し、これをもって解散となった。

## エピソード
- 2005年のNHK紅白歌合戦に出場した際はイントロで小池のギターの弦が切れ、更にサビ部分でカメラがマイクのコードを引っ掛け、スタンドマイクが転倒したため、マイク転倒から立て直されるまでの数秒間は生声で歌を披露した[2]。
- なお2度目の紅白歌合戦出場の際は、本番で楽屋からステージに移動するエレベーターが急停止し、二人とも閉じ込められるという災難に見舞われている。
- インディーズデビュー直前の頃にメンバーが3人になったことがある。（2010年8月1日誰だって波乱爆笑より）そのメンバーはピアノとサックスができたらしい[3]。

## ディスコグラフィ

### シングル
|     | 発売日        | タイトル | 規格 | 規格品番  | オリコン | 初収録アルバム             |
| --- | ------------- | -------- | ---- | --------- | -------- | -------------------------- |
| 1st | 2004年2月18日 | 卒業TIME | CD   | BPRE-1001 | 67位     | 卒業TIME〜僕らのはじまり〜 |

|      | 発売日         | タイトル                      | 規格                    | 規格品番                                  | オリコン | 初収録アルバム             |
| ---- | -------------- | ----------------------------- | ----------------------- | ----------------------------------------- | -------- | -------------------------- |
| 1st  | 2005年11月2日  | 僕のキモチ                    | CD+DVD                  | UMCK-9127（初回限定盤）                   | 2位      | 卒業TIME〜僕らのはじまり〜 |
| 1st  | 2005年11月2日  | 僕のキモチ                    | CD+トレーディングカード | UMCK-9128（初回限定盤）                   | 2位      | 卒業TIME〜僕らのはじまり〜 |
| 1st  | 2005年11月2日  | 僕のキモチ                    | CD                      | UMCK-5135（通常盤）                       | 2位      | 卒業TIME〜僕らのはじまり〜 |
| 2nd  | 2006年1月25日  | 5センチ。                     | CD                      | UMCK-9135（でかジャケ盤・完全限定生産盤） | 2位      | 卒業TIME〜僕らのはじまり〜 |
| 2nd  | 2006年1月25日  | 5センチ。                     | CD                      | UMCK-5137（通常盤）                       | 2位      | 卒業TIME〜僕らのはじまり〜 |
| 3rd  | 2006年8月2日   | Hava Rava                     | CD                      | UMCK-9148（初回限定盤）                   | 4位      | WaT Collection             |
| 3rd  | 2006年8月2日   | Hava Rava                     | CD                      | UMCK-5151（通常盤）                       | 4位      | WaT Collection             |
| 4th  | 2006年11月1日  | Ready Go!                     | CD+ブックレット         | UMCK-9151（初回限定盤）                   | 1位      | WaT Collection             |
| 4th  | 2006年11月1日  | Ready Go!                     | CD                      | UMCK-5156（通常盤）                       | 1位      | WaT Collection             |
| 5th  | 2006年12月6日  | ボクラノLove Story            | CD                      | UMCK-9153（初回限定盤）                   | 4位      | WaT Collection             |
| 5th  | 2006年12月6日  | ボクラノLove Story            | CD                      | UMCK-5158（通常盤）                       | 4位      | WaT Collection             |
| 6th  | 2008年1月16日  | 夢の途中/TOKIMEKI☆DooBeeDoo   | CD+DVD                  | UMCK-9195（初回限定盤）                   | 4位      | 卒業BEST                   |
| 6th  | 2008年1月16日  | 夢の途中/TOKIMEKI☆DooBeeDoo   | CD                      | UMCK-5188（通常盤）                       | 4位      | 卒業BEST                   |
| 7th  | 2008年4月23日  | 時を越えて〜Fantastic World〜 | CD                      | UMCK-9219（初回限定盤）                   | 8位      | 卒業BEST                   |
| 7th  | 2008年4月23日  | 時を越えて〜Fantastic World〜 | CD                      | UMCK-5200（通常盤）                       | 8位      | 卒業BEST                   |
| 8th  | 2008年10月29日 | 36℃                           | CD                      | UMCK-9249（初回限定盤A）                  | 5位      | 卒業BEST                   |
| 8th  | 2008年10月29日 | 36℃                           | CD                      | UMCK-9250（初回限定盤B）                  | 5位      | 卒業BEST                   |
| 8th  | 2008年10月29日 | 36℃                           | CD                      | UMCK-5226（通常盤）                       | 5位      | 卒業BEST                   |
| 9th  | 2010年7月28日  | 君が僕にKissをした            | CD+DVD                  | UMCK-9363（初回限定盤A）                  | 7位      | 卒業BEST                   |
| 9th  | 2010年7月28日  | 君が僕にKissをした            | CD+DVD                  | UMCK-9364（初回限定盤B）                  | 7位      | 卒業BEST                   |
| 9th  | 2010年7月28日  | 君が僕にKissをした            | CD                      | UMCK-5283（通常盤）                       | 7位      | 卒業BEST                   |
| 10th | 2010年9月8日   | 24/7〜もう一度〜              | CD+DVD                  | UMCK-9374（初回限定盤）                   | 10位     | 卒業BEST                   |
| 10th | 2010年9月8日   | 24/7〜もう一度〜              | CD                      | UMCK-5292（通常盤）                       | 10位     | 卒業BEST                   |

### オリジナルアルバム
|     | 発売日       | タイトル                   | 規格            | 規格品番                | オリコン |
| --- | ------------ | -------------------------- | --------------- | ----------------------- | -------- |
| 1st | 2006年3月1日 | 卒業TIME〜僕らのはじまり〜 | CD+フォトブック | UMCK-9139（初回限定盤） | 2位      |
| 1st | 2006年3月1日 | 卒業TIME〜僕らのはじまり〜 | CD              | UMCK-1202（通常盤）     | 2位      |

### ベストアルバム
|     | 発売日         | タイトル       | 規格              | 規格品番                 | オリコン |
| --- | -------------- | -------------- | ----------------- | ------------------------ | -------- |
| 1st | 2007年11月28日 | WaT Collection | CD+DVD            | UMCK-9192（初回限定盤）  | 4位      |
| 1st | 2007年11月28日 | WaT Collection | CD+携帯ストラップ | UMCK-9193（初回限定盤）  | 4位      |
| 1st | 2007年11月28日 | WaT Collection | CD                | UMCK-1242（通常盤）      | 4位      |
| 2nd | 2016年2月10日  | 卒業BEST       | CD+DVD+写真集     | UMCK-9808（初回限定盤A） | 7位      |
| 2nd | 2016年2月10日  | 卒業BEST       | CD+DVD            | UMCK-9809（初回限定盤B） | 7位      |
| 2nd | 2016年2月10日  | 卒業BEST       | CD                | UMCK-1532（通常盤）      | 7位      |

### 映像作品
| 1st | 2006年4月26日  | WaT Entertainment Show 2006 ACT“do”LIVE Vol.4                 | DVD  | UMBK-1097 | 4位  |
| 2nd | 2006年12月20日 | My Favorite Girl -The Movie-                                  | DVD  | UMBK-1114 | 13位 |
| 3rd | 2008年5月28日  | WaT Music Video Collection                                    | DVD  | UMBK-1127 | 6位  |
| 4th | 2008年7月30日  | WaT LIVE TOUR 2008 “凶×小吉=大吉ツアー” at 日比谷野外大音楽堂 | 2DVD | UMBK-1128 | 6位  |

### 参加作品
| タイトル                    | 規格 | 備考 |
| --------------------------- | ---- | --- |
| THANK YOU…-素直な気持ちで-  | CD   | 2006年6月7日に発売されたフジテレビ系列朝の情報番組『めざましテレビ』内の企画・「39プロジェクト」からのオムニバス。メジャー1stシングル「僕のキモチ」が収録されている。 |
| DEPARTURES mixed by DJ NANA | CD   | 2017年3月29日に発売されたDJ NANAのリミックス・アルバム。インディーズ1stシングル「卒業TIME」が収録されている。                                                         |

## ライブ

### ワンマンライブ
会場は主にライブハウスや多目的ホールが中心。初期には4回に渡りWaT Entertainment Show Act"do"Liveと題された、芝居=Actと演奏会=Live、2つのパートで構成された公演を主催していた。中期以降は一般的な公演で開催されている。

### 出演イベント
- 第18回 ジュノン・スーパーボーイコンテスト（2005年11月27日・ゲスト出演）
- 日テレ クリスマスイベント「GO! SHIODOME Xmas」（2005年12月24日・日本テレビゼロスタ広場）
- 鎌倉由比ヶ浜・男性限定シークレットLIVE（先着300名）（2006年8月17日）
- 国際平和映画祭 JAPAN in こしの都「国際平和映画祭&式典」WaTスペシャルステージ（2007年10月7日）
- Cherie Dolce Super LIVE（2010年2月10日 日本武道館、2月13日 日本ガイシホール、2月14日 大阪城ホール）
- a-nation 2010 powered by ウイダーinゼリー（2010年8月28日 味の素スタジアム）
- E∞Tracks Live（2010年9月20日 大阪城ホール）
- a-nation island powered by inゼリー（2013年8月8日 国立代々木競技場第一体育館）

## テレビ出演

### バラエティ
- 雨ニモマケズ（2006年4月11日〜9月19日、フジテレビほか）※MC
- しゃべくり007（2010年8月2日、日本テレビ）

### CM
- 「GyaO」（2005年）
- 「e2 by スカパー!」（2007年 - ）
- 「グリコ乳業　カフェオーレ」（2014年 - ）※小島瑠璃子と共演

### 音楽番組
- MUSIC JAPAN（NHK総合、2010年7月25日,2016年2月8日）出演

### NHK紅白歌合戦出場歴
| 年度   | 放送回 | 回 | 曲目                | 対戦相手         | 備考                                                                  |
| ------ | ------ | -- | ------------------- | ---------------- | --------------------------------------------------------------------- |
| 2005年 | 第56回 | 初 | 僕のキモチ          | ゴリエ           |                                                                       |
| 2006年 | 第57回 | 2  | 5センチ。           | 絢香             | 後半白組トップバッター                                                |
| 2007年 | 第58回 | 3  | WaT紅白セレクション | アンジェラ・アキ | 「Awaking Emotion 8/5」「君に贈る歌」「僕のキモチ」をメドレーで披露。 |
| 2008年 | 第59回 | 4  | 36℃                 | 藤あや子         |                                                                       |

## その他媒体
- oricon style「WaTのヒトリゴト」（2005/11〜2006/3連載）
- ワットイズ　シーエイチシー (2006/06)
- PATi PATi 表紙・巻頭特集（2010年8月号）
- 『別冊マーガレット』（集英社）で2006年7月から4ヶ月にわたって「My favorite girl」（藤村真理）が連載された。おもに、WaTのシングル曲がモチーフのマンガ。第1話「僕のキモチ」第2話「5センチ」第3話「Hava Rava」第4話「My favorite girl」（ボクラノLove Story）[4]。これはその後WaT主演で映像化された[5]。
- 中原アヤによる小池徹平をモチーフにした読切マンガ、『〜僕らの居場所〜』が『別冊マーガレット』2007年2月号で掲載された[6][7]。
- WaTの曲がモチーフとなったマンガ、「My Favorite Girl」（『別冊マーガレット』）が映像化された。主役はWaTの二人。2006年12月20日発売。